# Lyntupy
Lyntupy (vitryska: Лынтупы) är en köping i Vitryssland.   Den ligger i voblasten Vitsebsks voblast, i den norra delen av landet, 150 km nordväst om huvudstaden Horad Mіnsk. Lyntupy ligger 211 meter över havet och antalet invånare är 1 519.

## Natur och klimat
Terrängen runt Lyntupy är platt. Runt Lyntupy är det ganska glesbefolkat, med 22 invånare per kvadratkilometer.. Det finns inga andra samhällen i närheten. 
I omgivningarna runt Lyntupy växer i huvudsak blandskog.